# Sisyrinchium conzattii
Sisyrinchium conzattii är en irisväxtart som beskrevs av Graciela Calderón och Jerzy Rzedowski. Sisyrinchium conzattii ingår i släktet gräsliljor, och familjen irisväxter. Inga underarter finns listade i Catalogue of Life.